# السينما النيجيرية
تُشير السينما النيجيرية إلى صناعة السينما في نيجيريا. غالبًا ما يشار إليها بشكل غير رسمي باسم نوليود.
يعود تاريخها إلى أواخر القرن التاسع عشر وإلى العصر الاستعماري في أوائل القرن العشرين. يتم تصنيف تاريخ صناعة الأفلام النيجيرية وتطورها أحيانًا في أربعة عصور رئيسية: العصر الاستعماري، والعصر الذهبي، وعصر أفلام الفيديو، والسينما النيجيرية الجديدة الناشئة.